# Kohlenhobel
Ein Kohlenhobel ist eine Maschine, die im Bergbau zur Gewinnung in Kohleflözen eingesetzt wird. Sie schält die Kohle am Vorderende ähnlich wie ein Hobel ab. Dabei beträgt die Stärke des abgeschälten Hobelspans, je nach Hobel zwischen sechs und zehn Zentimeter. Vereinzelt gab es auch Hobeltypen die bis zu 25 Zentimeter abschälen konnten. Der Kohlenhobel, der auf dem Bergwerk Ibbenbüren erfunden wurde, ist ein Element zur Mechanisierung der Kohlengewinnung. Er wird überwiegend bei Mächtigkeiten unterhalb von 130 Zentimetern eingesetzt. Mit modernen, technisch weiterentwickelten Kohlenhobeln, ist es möglich Flöze mit einer Mächtigkeit von nur einem Meter ohne Nebengestein zu gewinnen. Er ist in flacher und geneigter Lagerung mit bis zu 60 Gon einsetzbar. Mit modernen Hobelanlagen kann sowohl wenig feste als auch härtere Kohle gewonnen werden. Bei der Gewinnung von mächtigen Flözen ist der Kohlenhobel jedoch in der Regel dem Walzenschrämlader unterlegen. Auf dem Bergwerk Ibbenbüren wurden dennoch Flöze mit Mächtigkeiten von bis zu drei Metern mit dem Kohlenhobel gewonnen. Der große Vorteil des Kohlenhobels, gegenüber dem Walzenlader, liegt in seinen vergleichsweise niedrigen Anschaffungskosten.

## Geschichte

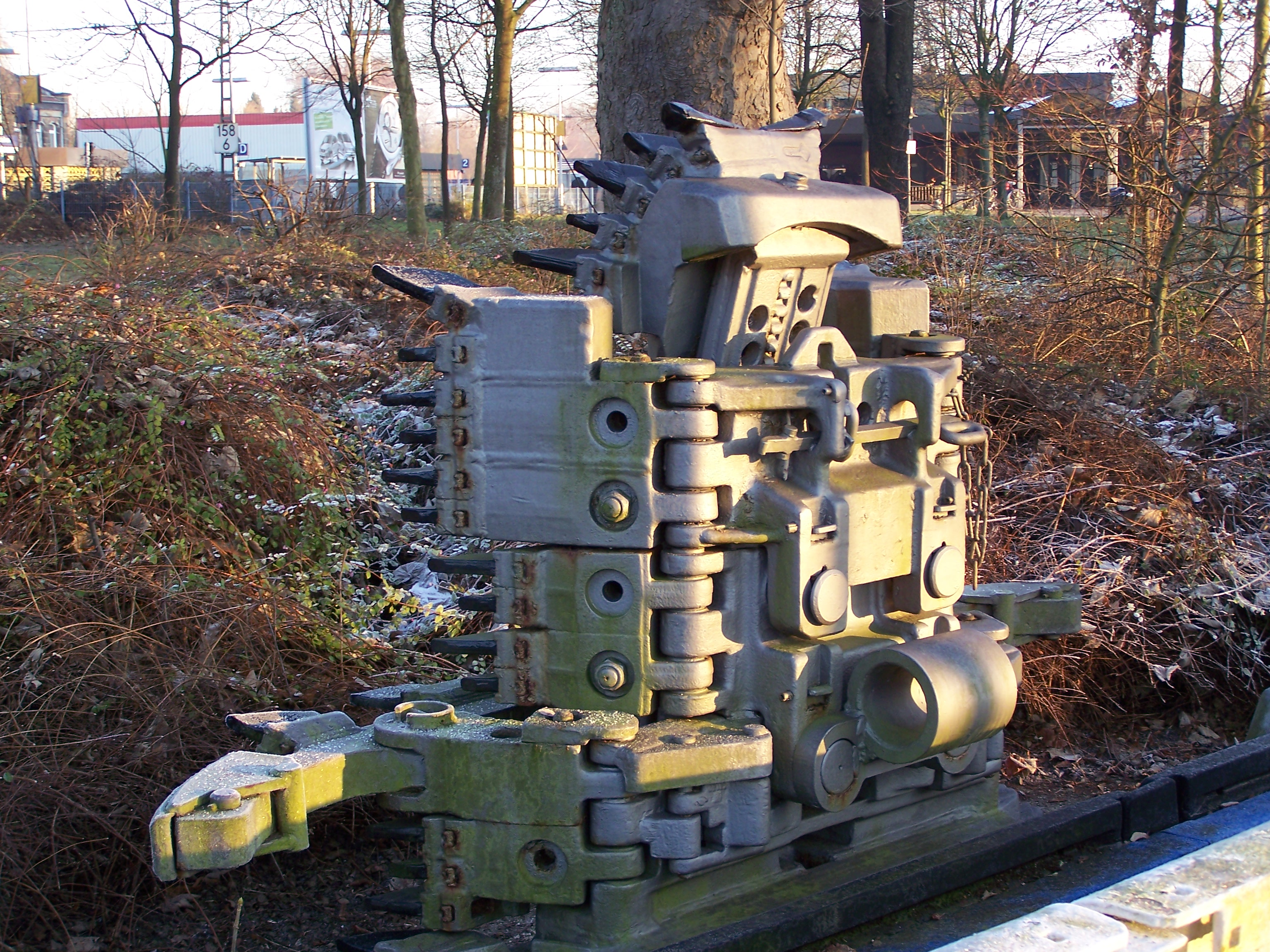
Denkmal des auf dem Bergwerk Ibbenbüren erfundenen Kohlenhobels am Bahnhof Ibbenbüren

Erste Versuche, die Kohle schälend zu gewinnen, reichen bis in das Jahr 1937 zurück. Zu dieser Zeit wurden auf dem Bergwerk Ibbenbüren erste Versuche zur schälenden Gewinnung durchgeführt. An Grubenbahnschienen hatte man keilförmige Schneiden angeschweißt. Diese Konstruktion wurde mit Grubenbahnen in der Grundstrecke am Flöz entlanggezogen. Später wurden zum Ziehen Streckenraubhäspel verwendet, die mit einem Seil verbunden die Hobelkonstruktion hin und her bewegten und einen etwa 0,15 Meter breiten Streifen aus dem Abbaustoß schnitten. Dadurch konnte erstmals bewiesen werden, dass Kohle auch schälend gewonnen werden kann. Erfinder des Kohlenhobels war der aus dem Saarland stammende Maschinenfahrsteiger Konrad Grebe. Im Jahr 1942 wurde der Kohlenhobel durch die Preußische Bergwerks- und Hütten AG beim Patentamt Berlin zum Patent angemeldet. Für seine bahnbrechenden Erfindung wurde Grebe noch im selben Jahr von Robert Ley zum „Pionier der Arbeit“ ernannt. Im darauffolgenden Jahr wurde Grebe mit dem Ehrenzeichen Pionier der Arbeit geehrt. Am 1. Mai des Jahres 1943 wurde die Ehrung im Mosaiksaal der Reichskanzlei vorgenommen. Dieser erste Kohlehobel wurde im Bergwerk Ibbenbüren getestet und eingesetzt, er hatte bereits einen ähnlichen Aufbau wie heutige Kohlenhobel. Er wurde als „Einheitshobel“ oder „Preußenhobel“ bezeichnet und in geringmächtigen Flözen eingesetzt. In den Folgejahren wurde der Preußenhobel ständig weiterentwickelt. Der Konstrukteur Wilhelm Löbbe entwickelte den Kohlenhobel 1947 für die Altlüner Eisenhütte Westfalia weiter. Auch auf den Zechen des Ruhrreviers, wie z. B. der Zeche Monopol, wurden im Jahr 1948 entscheidende Versuche durchgeführt um den Kohlenhobel zum Schnellhobel umzugestalten. Der sogenannte „Löbbe-Hobel“ kam in den Folgejahren weltweit zum Einsatz. Von nun an war es möglich, dass die Gewinnung von Steinkohle aus niedrigen Flözen ohne schwere Handarbeit erfolgen konnte. Nach dem Zweiten Weltkrieg wurde der deutsche Kohlenhobel mit nur mäßigem Erfolg auch im britischen Kohlenbergbau erprobt. Im deutschen Bergbau konnte bereits im August des Jahres 1950 erstmalig eine Tagesförderung von 1000 Tonnen aus einem Streb mit Löbbe-Kohlenhobel gewonnen werden. In den 1950er Jahren stieg der Anteil der durch den Kohlenhobel gewonnenen Kohlenmenge zunächst allmählich, im Laufe des Jahrzehnts dann sprunghaft an. Dadurch wurde die sehr personal-intensive Gewinnung mittels Abbauhammer sukzessive verdrängt. Bereits im Jahr 1954 konnten im Ruhrrevier  mit dem Hobel acht Prozent der dort geförderten Steinkohlen gewonnen werden. Nur wenige Jahre später, stieg im Jahr 1959, die Förderung der mittels Hobel gewonnenen Kohle auf 20 Prozent der dort geförderten Kohlenmenge an. Zu Beginn der 1960er Jahre wurde auf dem Bergwerk Penzberg der Doppelkopf-Reißhakenhobel entwickelt und in den Folgejahren zur Gewinnung der dortigen Pechkohle eingesetzt. Im Jahr 1981 wurden in der Bundesrepublik Deutschland rund 53 Prozent der geförderten Steinkohlen mit dem Kohlenhobel gewonnen. In den 1980er Jahren wurden nur noch Flöze in steiler Lagerung mittels Abbauhammer gewonnen.

## Aufbau

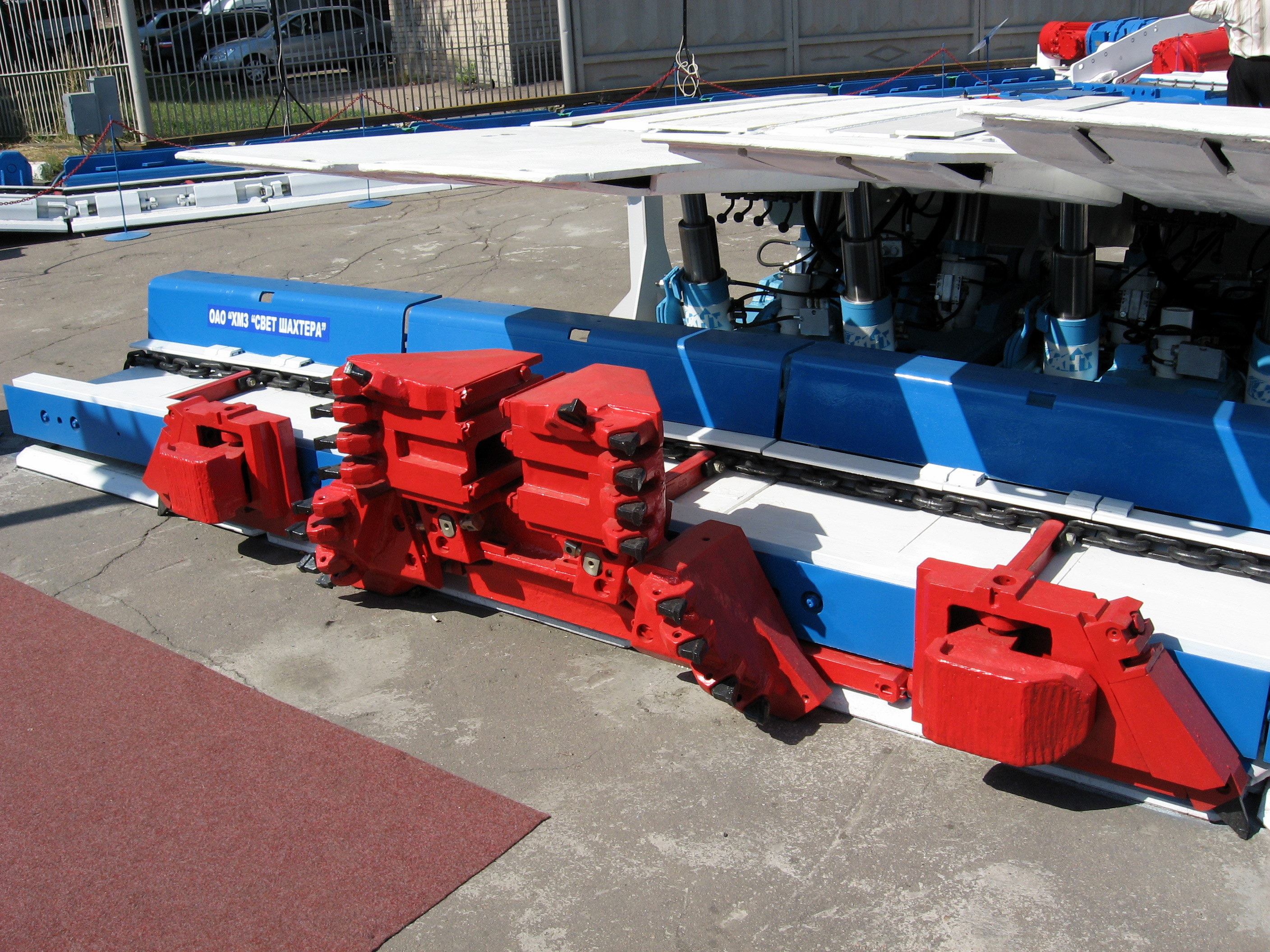
Strebausrüstung, bestehend aus Kohlenhobel, Zweikettenkratzförderer und Ausbauschilden.

Jeder Kohlenhobel besteht aus einem Stahlkörper der im Streb am Kohlenstoß hin und her bewegt wird. Das Unterteil dieses Hobelgrundkörpers ist schlittenartig geformt. An dem Unterteil ist je nach Hobeltyp eine sogenannte Schwertplatte angebaut. Auf dem Hobelkörper befinden sich die Aufstockteile, auch Hobeloberteile genannt. Als eigentliches Werkzeug sind an dem Hobel die Hobelmeißel angebracht. Diese Hobelmeißel sind als Kerbmeißel ausgebildete Verschleißteile. Sie haben eine Schneidenbreite von etwa 20 Millimetern und sind auswechselbar. Damit die Meißelspitzen nicht zu schnell verschleißen, ist die Schneide der stählernen Hobelmeißel an der Spitze mit Hartmetall bestückt. Je nach Arbeitsweise gibt es freischneidende, blockiert freischneidende und blockiert schneidende Hobelmeißel. Die Meißelstellungen können bei modernen Hobeln am Hobelkörper verändert werden. Außerdem befinden sich noch Steuereinrichtungen für die Schnittlage am Liegenden und für die Schnitttiefe am Kohlenstoß. Bewegt wird der Hobel durch eine Kette, die mit dem Hobelantrieb verbunden ist. Diese Hobelkette ist eine hochfeste Rundstahlgliederkette. Die Kette wird im Abbrennschweißverfahren hergestellt. Je nach Hobel werden Gliederstärken von 22 bis 42 Millimetern verwendet. Die Hobelkette wird entweder versatzseitig oder kohlenstoßseitig geführt. Bei der versatzseitigen Führung wird der Hobel mittels der Hobelkette am Schwert gezogen. Die versatzseitige Führung wird in den meisten Hobelanlagen angewendet. Die kohlenstoßseitige Führung hat den Nachteil, dass im Schadensfall der Zugang zur Hobelkette, insbesondere bei sehr geringmächtigen Flözen, deutlich umständlicher ist. Durch unsachgemäße Behandlung oder durch Materialermüdung können Hobelketten reißen. Damit die Hobelketten bei Überlastung nicht reißen, sind moderne Hobelanlagen mit einer Überlasteinrichtung wie z. B. einer Scherbolzenkupplung oder einer Rutschkupplung ausgestattet.

## Typen
Insgesamt gibt es folgende Hobelarten: Einheitshobel, Löbbe-Hobel, Anbauhobel, Reißhakenhobel, Gleithobel, Gleitschwerthobel und weitere Unterarten. Diese Hobelarten lassen sich in drei Kategorien enteilen:
1. Kohlenhobel mit Schwert und mit versatzseitiger Zwangsführung der Hobelkette[2]
2. Kohlenhobel ohne Schwert und mit kohlenstoßseitiger Zwangsführung der Hobelkette[11]
3. Kohlenhobel mit Schwert und mit kohlenstoßseitiger freilaufender Hobelkette[2]

Zur ersten Kategorie gehören der Reißhakenhobel, der Schwerthobel, der Kompakthobel mit Schwert und der Gleitschwerthobel, zur zweiten Kategorie der Kompakthobel, der Rampenhobel und der Gleithobel. Zur letzten Kategorie gehört der Leitplankenhobel.

### Einheitshobel
Der Einheitshobel war die erste brauchbare Lösung einer schälenden Gewinnungsmaschine. Er wurde aus dem Ibbenbürener Hobel entwickelt, indem mehrere Verbesserungen an dem Hobel vorgenommen wurden. Während der Ibbenbürener Hobel aus einem Grundkörper mit Schälmessern und zwei Türmen als Anschlagpunkt für die Zugseile bestand, erhielt der Einheitshobel entscheidende Modifikationen. Der Hobel hatte einen Vorräumer und weitere Räumschaufeln. Um den Hobel besser in Mulden und Sätteln zu bewegen, wurde er mit einem Gelenk zur Höhenanpassung ausgestattet. Das Zugseil wurde am Hobel mit Rollen eingeschert. Allerdings besaß der Einheitshobel wie auch sein Vorgänger keine Schwertplatte und wurde mit einer geringen Geschwindigkeit von bis zu 0,1 Metern pro Sekunde bewegt. Ende der 1950er-Jahre wurde der Einheitshobel von den schnelleren Hobelarten – dem Löbbehobel und dem Anbauhobel – abgelöst.

### Löbbe-Hobel
Der Löbbe-Hobel ist ein sogenannter Schnellhobel. Er hat eine Marschgeschwindigkeit von bis zu 0,38 Metern pro Sekunde und eine Schnitttiefe von 0,1 Meter. Die Fahrgeschwindigkeit des Hobels ist etwa halb so groß wie die Fördergeschwindigkeit des Strebförderers. Anstelle der Zugseile wurden bei diesem Hobel bereits Zugketten verwendet. Nachteilig war bei diesem Hobel jedoch, dass die Hobelkette frei am Abbaustoß lief. Als Strebförderer wird ein Zweikettenkratzförderer verwandt. Der Hobel und der Strebförderer sind aufeinander abgestimmt. Die Antriebe von Hobel und Förderer sind miteinander vereinigt. Dadurch entfallen die schwerfälligen Umkehrstationen und Zugwinden in der Füllstrecke. Der Hobel wird an Hobelrohren, die sich am Strebförderer befinden, zwangsgeführt. Durch diese Hobelrohre wird die Hobelkette zurück zum Hobelantrieb geführt. Unter dem Hobel befindet sich eine Schwertplatte. Diese Platte greift zur Stabilisierung des Hobels unter den Strebförderer. Damit der Förderer nicht ausknickt, wird er durch Abspannbalken abgespannt. Benannt ist das Gerät nach dem Konstrukteur Wilhelm Löbbe.

### Anbauhobel
Beim Anbauhobel haben der Strebförderer und der Hobel einen getrennten Antrieb. Hierfür benötigt der Antrieb an der Kohlenstoßseite des Strebförderers einen zusätzlichen Anbau, den sogenannten Hobelkasten. Daran befinden sich der Hobelmotor und das Hobelgetriebe. Somit hat der Anbauhobel vom Strebförderer unabhängige Antriebsmotoren. Ansonsten ist der Anbauhobel aufgebaut wie der Löbbe-Hobel. Ein Vorteil des Anbauhobels ist, dass der Anbauhobel mit nur geringem Arbeitsaufwand an einen bereits vorhandenen Strebförderer angebaut werden kann. Aufgrund der separaten Antriebsmotoren wird der Hobelweg unabhängig von der Länge des Förderers. Somit kann der Bergmann mit einem Anbauhobel auch in Teilstücken des Strebs hobeln. Dies ist dann von großer Bedeutung, wenn größere Störungen oder Störungszonen durchfahren werden müssen. Da sich beim Anbauhobel die Antriebsleistungen der beiden Hobelantriebe addieren, ist es mit dem Anbauhobel auch möglich festere Kohle zu hobeln.

### Reißhakenhobel
Der Reißhakenhobel ist ein Hobel, bei dem auf dem Hobelgrundkörper ein zusätzlicher Meißelturm aufgestockt ist. Es gibt dreiteilige und fünfteilige Reißhakenhobel. Die Stellung der einzelnen Meißelträger ist variierbar. Die Bodenmeißel sind in ihrer Höhe veränderbar, ohne dass dabei die Schnitttiefe verändert wird. Bei diesem Hobel wird der Hobelkörper über ein Hobelschwert unterhalb des Strebförderers gezogen. Durch diese Bauweise benötigt der Reißhakenhobel auf der Kohlenstoßseite keine Hobelführung. Der Reißhakenhobel ist für extrem geringmächtige Flöze ab 0,6 Meter geeignet, da er durch seine Bauweise auch in geringmächtigen Flözen schneiden und laden kann.

### Gleithobel
Diesen Hobeltyp gibt es in unterschiedlichen Ausführungen. Sie unterscheiden sich im Wesentlichen durch die Form, in der die Bodenmeißel angeordnet sind. Bei einem Hobeltyp sind die Bodenmeißel außen angeordnet und dadurch gut zugänglich. Für diesen Hobeltyp sind kürzere Hobelställe erforderlich. Bei dem zweiten Hobeltyp sind die Bodenmeißel mittig angeordnet, dadurch arbeiten sie in einem Bereich, der bereits durch die Außenköpfe weitgehend geräumt wurde. Durch Schrägstellung des Meißelgrundkörpers lassen sich die Bodenmeißel in der Schnitthöhe verstellen. Allerdings ändert sich bei der Verstellung auch die Schnitttiefe. Die Hobel können mit Aufsatzbrücken und Stützportalen versehen werden. Außerdem können sie mit Aufsatz- und Abschlussböcken an unterschiedliche Flözmächtigkeiten angepasst werden. Der Anschlag der Hobelkette erfolgt beim Gleithobel im unteren Bereich. Vorteile des Gleithobels sind die aktive Höhensteuerung, die definierte Schnittvorgabe und das größere Lösekraftangebot. Gleithobel sind insbesondere für geologisch schwierige Abbaubetriebe nicht geeignet. Allerdings bietet der Gleithobel aufgrund seiner Zwangsführung den besten Ansatzpunkt für die Automatisierung der schälenden Kohlengewinnung.

### Gleitschwerthobel
Beim Gleitschwerthobel wird der Kontakt mit dem Flözliegenden durch eine Rampe, die sich unter dem Schwert befindet, vermieden. Diese Rampe ist mit dem hinteren Ende an der versatzseitigen Hobelführung gelenkig angebracht. Die Vorderkante der Rampe liegt am Kohlenstoß an. Der Gleitschwert vereinigt dadurch die Vorteile des Gleithobels mit den Vorteilen des Schwerthobels. Allerdings muss für den Hobel eine Gleitbahn vorhanden sein. Die Höhensteuerung des Gleitschwerthobels erfolgt über die Verstellung der Bodenmeißel und über die Auslegersteuerung.

### Sonstige Hobeltypen
Der Kompakthobel besteht aus einem etwa 100 Millimeter schmalen Hobelgrundkörper, auf dem der gesamte Hobel aufgebaut ist. Im unteren Bereich des Hobelgrundkörpers wird der Hobel über einen untergreifenden Bügelfuß abgestützt. Die Abstützung im oberen Bereich des Hobels erfolgt durch den sogenannten Hobelübergriff. Am Grundkörper befinden sich die Schneidschuhe, in denen sich die Bodenmeißel befinden. Die Schneidschuhe sind unterschiedlich breit und können bei Bedarf ausgewechselt werden. Im oberen Bereich des Hobelkörpers befinden sich schwenkbare Meißelträger, in die unterschiedliche Kerbmeißel eingesteckt werden können. Der Meißelkörper ist weiter aufstockbar. Die Hobelkette wird bei diesem Hobeltyp im oberen Bereich des Hobelkörpers angeschlagen. Es gibt Kompakthobel mit Schwert und ohne Schwert. Für große Flözmächtigkeiten kann der Kompakthobel aus drei miteinander gekuppelten Hobelgrundkörpern aufgebaut werden. Die Schnitttiefe kann durch unterschiedlich breite Schneidschuhe verändert werden.
Der Rampenhobel hat einen Hobelkörper, der aus drei gelenkig gekoppelten Führungsschlitten besteht. Jeder Führungsschlitten ist etwa 0,9 Meter lang. Durch die gelenkige Kopplung ist der Hobelkörper kurvengängig. Die Boden- und die Kerbmeißel sind in Schneidrichtung rückwärts gestaffelt auf den Steuerschwingen angebracht. Die Meißel sind auswechselbar, die oberen Meißel sind drehbar auf dem Hobelkörper gelagert. Zur Schnitttiefenveränderung können Bodenmeißel mit unterschiedlichen Schnittbreiten verwendet werden. Bei mächtigen Flözen kann auf dem mittleren Führungsschlitten ein zusätzlicher Messerturm aufgestockt werden. Auch eine Verlängerung des Hobels ist durch das Anbauen weiterer Führungsschlitten möglich. Bei Flözen mit leicht schwankenden Mächtigkeiten können diese Schwankungen durch eine umsteckbare Firstmesserkonsole, die auf den Hobelkörper gesteckt wird, kompensiert werden.
Der Leitplankenhobel ist ein Hobeltyp mit Schwertplatte. Der Hobel wird an einer Leitplanke geführt und über ein versatzseitig unter die Panzerrinne fassendes Schwert stabilisiert. Die Leitplanke ist dabei an der Kohlenstoßseite des Strebförderers angebracht.

## Arbeitsweise
Der Kohlenhobel selbst ist antriebslos. Er wird mit einer endlosen Kette, der Hobelkette, die durch den Hobelantrieb hin und her bewegt wird, am Kohlenstoß entlang bewegt. Durch Hydraulikzylinder, die gegen den Strebpanzer pressen, wird der Hobel gegen den Kohlenstoß gedrückt. Dadurch schält der Hobel bei jeder Fahrt eine dem Hobeltyp entsprechend dicke Schicht vom Flöz ab. Die Stärke, die der Hobel abschält, nennt man im Bergbau Schnitttiefe. Diese Methode nennt sich aufgrund der Arbeitsweise auch schälende Gewinnung. Damit der Hobel auf dem gewünschten Schnittniveau bleibt, wird er über eine Hobelsteuerung entsprechend gesteuert. Die aus dem Flöz herausgeschälte Kohle wird anschließend durch den fahrenden Hobel auf den Strebförderer gedrückt. Abhängig von der Hobelgeschwindigkeit zur Schnittgeschwindigkeit gibt es verschiedene Hobelverfahren.

## Staubbekämpfung
Beim Herauslösen der Kohle aus dem Flöz kommt es zu einer starken Staubentwicklung. Dieser Staub wird mit verschiedenen Techniken mittels Sprühwasser benetzt und flugunfähig gemacht. Man unterscheidet die Hobelbedüsung und die Hobelgassenbedüsung. Die Hobelgassenbedüsung ist das Verfahren, das am meisten zur Staubbekämpfung bei Hobelanlagen verwendet wird. Bei der Hobelbedüsung wird das Wasser über am Hobelkörper befindliche Düsen versprüht. Die Wasserzuführung erfolgt über einen Schlauch, der in sogenannten Schleppschlauchtrögen abgelegt wird. Die Schleppschlauchtröge sind an den Aufsatzblechen des Strebförderers angeschraubt. Der Schlauch wird am Hobelkörper befestigt und mit einem über den Strebförderer ragenden Arm nachgeführt. Bei der Hobelgassenbedüsung wird die Staubbekämpfung durch den vorbeifahrenden Hobel aktiviert. Zur Bedüsung sind in den Aufsatzbracken des Strebförderers Sprühdüsen montiert. Die Sprühdüsen werden über einen Schlauch, der an einem Magnetventil angeschlossen ist, mit Wasser versorgt. Am Hobelkörper befinden sich Magnete. Bei der Vorbeifahrt des Hobels werden die entsprechenden Magnetventile angesteuert und der jeweilige Bereich wird mit Wasser besprüht. Nach einer einstellbaren Nachlaufzeit schließt der Wasserdruck das Magnetventil wieder.

## Hersteller
Marktführer auf dem Gebiet kompletter vollautomatisierter Hobelanlagen ist heute Hauhinco Bergbautechnik (HBT).